# غاري مور
روبرت وليم غاري مور (بالإنجليزية: Robert William Gary Moore)؛ (4 أبريل 1952 - 6 فبراير 2011)، مغني وعازف غيتار بريطاني. يعتبر من أهم المطربين الذين دمجوا بين موسيقى الهارد روك وموسيقى البلوز.

## روابط خارجية
- غاري مور على موقع IMDb (الإنجليزية)
- غاري مور على موقع ميوزك برينز (الإنجليزية)
- غاري مور على موقع إن إن دي بي (الإنجليزية)
- غاري مور على موقع أول ميوزيك (الإنجليزية)
- غاري مور على موقع ديسكوغز (الإنجليزية)
- غاري مور على موقع قاعدة بيانات الفيلم (الإنجليزية)